# Rose Coghlan
Pour les articles homonymes, voir Coghlan.
Rose Coghlan, née Rosamond Marie Coghlan le 18 mars 1851 dans le Cambridgeshire, en Angleterre et morte le  2 avril 1932 à Harrison, est une  actrice anglaise.

## Biographie

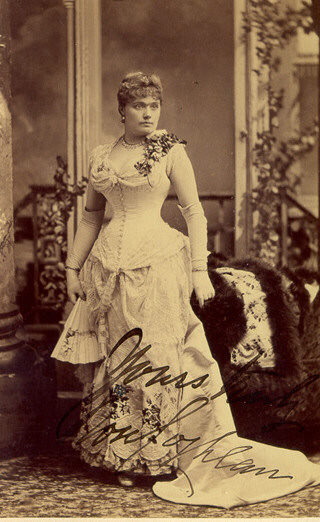
RoseCoghlan en 1884

Rose Coghlan part aux États-Unis en 1871 dans le cadre de la troupe de Lydia Thompson en tournée dans le pays. Elle fait ses débuts à Broadway en 1872 dans une comédie musicale. Elle est à nouveau en Angleterre de 1873 à 1877, jouant avec Barry Sullivan, puis retourne en Amérique. Elle est devenue la comtesse Zicka dans la diplomaty et Stéphanie dans'Forget-me-not. Elle se rend presque continuellement chez Wallack jusqu'en 1888 et apparait ensuite comme rôle principal de The Duessing sportif.
Elle a été mariée deux fois avec Clinton J. Edgerly de 1885 à 1890 et seconde avec John T. Sullivan de 1890 à 1893. Elle a deux enfants, une fille adoptive et un fils.

## Filmographie
- 1912 : As You Like It (en)
- 1912 : The Eavesdropper
- 1915 : The Sporting Duchess
- 1915 : Thou Shalt Not Kill
- 1916 : The Faded Flower
- 1916 : Her Surrender
- 1922 : Beyond the Rainbow
- 1922 : The Secrets of Paris
- 1923 : Sous la robe rouge (Under the Red Robe) d'Alan Crosland